# Kurt Wendler
Kurt Hans Hermann Adalbert Wendler (* 20. Juni 1893 in Magdeburg; † 13. Juni 1980 in Bad Nauheim) war ein deutscher Grafiker, Maler und Fotograf.

## Frühe Jahre (1893 bis 1921)
Sein Vater Robert Wendler war leitender Ingenieur in der Abteilung Eisenbahnwesen des Friedrich Krupp AG Grusonwerkes (Magdeburg). Die Mutter Auguste, geborene Koch, stammte aus intellektuellen Kreisen. 1909 arbeitete Wendler als Praktikant bei den Gruson´schen Gewächshäusern in Magdeburg. Zwischen März 1911 und Februar 1912 besuchte er die Gartenbauschule in Geisenheim; danach begann er ein Eigenstudium von Grafik und Malerei.
Nach der Pensionierung des Vaters zog die Familie 1914 von Magdeburg nach Wernigerode/Harz. Mit 21 Jahren wurde Wendler Soldat im Ersten Weltkrieg, wurde verwundet und mit dem Frontkämpfer-Abzeichen EK II ausgezeichnet.
Im August 1917 folgte ein erneuter Umzug nach Berlin, wo er einige Monate als Schaufenster-Dekorateur bei Wertheim tätig war. Im Oktober 1917 fand Wendlers erste Ausstellung bei Erick Blydt am Kurfürstendamm 50 statt. Im April folgt die Sonderausstellung „Träume im Bilde“, ebenfalls bei E. Blydt.
Dort entdeckte ihn Geheimrat Philipp Rosenthal und gewann ihn für Dekor-Entwürfe (Indra-Porzellan, Asra-Porzellan, Porzellanschmuck). Der Fabrikant Olgar Friedrich (Firma Korbkunst Hildburghausen) gewann ihn für Entwürfe zur Ausschmückung seiner Korbwaren, den Ablageflächen auf Teewagen, Tischchen und Tabletts (Padma-Einlagen). Im gleichen Jahr kehrte Wendler nach Wernigerode zurück und zeigte dort die Ausstellung „Träume im Bilde“ im Kunstgewerbehaus A. Tetzner. Er fertigte weiterhin Dekor-Entwürfe für Rosenthal/Selb, für die Korbwarenfabrik „Korbkunst Hildburghausen“ und für die Kartonagenfabrik Max. & Co. Armbruster/Hamburg-Bergedorf („Asra-Luxuspackungen“).
1919 wurden erstmals die Wendler-Dekore auf den „Indra-Porzellanen“ von Rosenthal während der Leipziger Frühjahrsmesse präsentiert. Wendler beteiligte sich an einer Ausstellung im Kunstgewerbehaus Halle (Große Steinstraße 11), unter anderem mit dem zeitkritischen Zyklus „Die über Leichen tanzen“. Es handelte sich hierbei um einen Fächer mit Darstellung tanzender Teufelsgestalten, umringt von Chaos und Blutströmen. Im gleichen Jahr starb seine Mutter Auguste.

## Erfolg und Verfolgung (1922 bis 1945)
1922 heiratete Wendler in Wernigerode Lucia Meyer, eine freie Schriftstellerin und Journalistin einer Harzer Tageszeitung. Sie sollte über seine künstlerischen Arbeiten berichten. Das Paar bezog eine eigene Wohnung in Wernigerode am Kreuzberg 20; Wendler errichtete dort sein Atelier „Berliner Werkstätte f.z.a.K.“ (für zeitgemäße, angewandte Kunst = Raum-, Flächen-, Werbe- und Kleinkunst).
Hier entwarf er Teppich-, Tapeten- und Stoff-Muster, sowie weitere Dekore für Porzellane und Verpackungen von Luxusartikeln. Im dritten Messeheft zur Leipziger Frühjahrsmesse 1921 erschien ein Auszug der „Fachzeitschrift für Kleinkunst, Kunsthandwerk und Keramik“ (Dreika-Verlag, Weimar) mit mehreren Artikeln über Wendler und seine künstlerischen Aktivitäten (Biografie, Porzellan, Grafik, Luxuskartonagen, Padma-Korbkunst). In der „Tapetenzeitung“ Nr. 16 vom 15. Oktober 1922 wurde eine Sonderauswahl „Bizarre Form“ der Sächsischen Tapetenindustrie C. Wilh. Wulf (Leipzig-Plagwitz) beschrieben. Dies waren sechs Tapeten-Muster von Wendler zur Verwendung in Theatern, Kinos, Vergnügungslokalen und dergleichen.
Am 7. August 1926 wurde Ingeborg als einzige Tochter geboren. Es folgten weitere Ausstellungen in Berlin, Hamburg, München und Halle. Für Rosenthal entwarf Wendler nach dem erfolgreichen „Indra-Porzellan“ das „Asra-Porzellan“ mit gold- und lachsfarbigen Motiven.
1927 starb der Vater in Wernigerode. Wendler zog mit der Familie nach Berlin um. Er trennte sich jedoch im November 1930 gütlich von Frau und Tochter, die 1938 von Berlin nach Aachen umzogen. Er richtete sich in Berlin eine Wohnung und ein großes, exotisches Atelier im Obergeschoss des Hauses Nollendorfplatz 6 ein. In „Westermanns Monatsheft“ vom September 1927 (72. Jahrgang, S. 101–108) erschien der Artikel „Kurt Wendler und seine Stoffmalereien“ von Franz Servaes. 1928 wurden in der Berliner Monatsschrift „Die Deutsche Elite“ die Wendler-Artikel „Edle Porzellane“ und „Phantastische Bühnenkunst“ herausgebracht. Etwa ab 1929 wurde Wendler als Porträtmaler und Fotograf der Revue- und Bühnen- sowie später der Filmstars tätig. Hierzu gehörten beispielsweise Brigitte Helm, Zarah Leander, Lil Dagover, Lydia Baarova und Heinz Rühmann. In seinem Atelier entstanden zwischen 1929 und 1940 über 40 Plakate für die aufblühende ausländische und deutsche Filmindustrie, unter anderem für MGM, Fox, Nero, Tobis, Terra, AAFA und die Deutsche Universal.
Als Gebrauchsgrafiker war er 1936 unter der Nummer G 1237 Mitglied in der „Reichskammer der bildenden Künste“ und wurde dort bis 1939 als Fotograf und Plakatmaler geführt. Wendler machte jedoch keinen Hehl aus seiner Abneigung gegen den totalitären Anspruch der Nationalsozialisten. Er unterstützte und beherbergte jüdische Künstler- und Maler-Kollegen wie zum Beispiel Victor Weisz (1913–1966, Freitod). Dieser Karikaturist flüchtete 1935 nach England und zeichnete dort als „Vicky“ für die wichtigsten Tageszeitungen gegen die Hitler- und Stalin-Diktatur, aber auch zur Tagespolitik und z. B. gegen den Atomkrieg.
1941 brachte Wendler sein erstes und einziges Fotoheft heraus mit dem Titel „Das schöne Frauenantlitz. Ein Maler hinter der Kamera.“ (16 Seiten, 17 Fotografien des Verfassers). Während eines kurzen Krankenhausaufenthaltes 1942 im Karin-Göring-Stift Aachen wurde Wendler von Mitpatienten denunziert und wegen „Heimtücke“ zu 4 Monaten Haft verurteilt. Aus dem vorhandenen Gerichtsprotokoll vom 25. Januar 1943 geht hervor, dass er damals bei der UFA angestellt und Leiter eines Berliner Filmtheaters war. Nach Verbüßung der Haftstrafe in Berlin-Plötzensee erfolgte die Entlassung unter der Bedingung, die Ausweispapiere abzugeben und einer Meldepflicht nachzukommen.
Im Januar 1944 wurde in Berlin das Haus Nollendorfplatz 6 durch Bomben total zerstört. Mit Unterstützung eines leitenden Mitarbeiters der Philipswerke gelang Wendler über Aachen die Flucht nach Eupen in Belgien. Er wurde dort bis zum Kriegsende unter den Schutz der belgischen Widerstandsgruppe „Weiße Garde“ gestellt.

## Leben und Wirken nach 1945
Die 1945 nach Deutschland vorrückenden alliierten Truppen kamen einer von der Gestapo geplanten Verhaftung in Eupen zuvor. Nach dem Kriegsende arbeitete Wendler dort als Fotograf für die Alliierten und als Foto- und Bild-Reporter für die Eupener Tageszeitung „Das Grenzecho“. In Eupen richtete er sich ein Fotogeschäft ein, wechselte aber noch zweimal den Geschäftsstandort. Das letzte Fotogeschäft (Gospertstraße 92) mit Atelier trug den Namen „Starstudio“. Zahlreiche Fotoaufträge erhielt er auch von amerikanischen Soldaten. Es entstanden eigene Postkarten und Plakate. Wendler hatte mit seinen Fotos zur Eupener „Stadtchronik“ ab 1945 einen maßgeblichen Anteil. Ein Hochwasser im Oktober 1953 in Eupen vernichtete auch im Fotogeschäft und Atelier fast alle neu erstellten fotografischen und zeichnerischen Unterlagen. In der gleichen Zeit wurde auch seine Arbeitserlaubnis in Belgien nicht mehr erneuert, und so bemühte er sich um eine Rückkehr nach Deutschland.
Im Juli 1954 zog er nach Frankfurt am Main zu seiner Cousine Hilde Hunkel (Röderbergweg 217). Hermann Hunkel erwirkte für Wendler nach langem Hin und Her beim Entschädigungsamt eine bescheidene Arbeitslosenunterstützung und geringe Entschädigung als Kriegs- und Bombenopfer. Am Stadtrand von Frankfurt richtete sich Wendler damit ein Studio für Werbegrafiken ein. Das Wirtschafts-Wunderland Deutschland blühte auf. Seine ersten Bilder im Nachkriegs-Deutschland halfen ihm zu überleben, denn die frühere Popularität und einige Interviews im Rundfunk reichten dazu nicht aus.
Im Juni 1956 folgte der Umzug nach Bad Vilbel. In einer ehemaligen Metzgerei und Äppelwoi-Wirtschaft (Frankfurter Straße 90) richtete Wendler ein exotisches Bauern-Studio ein und es entstanden dort zahlreiche grafische Entwürfe (auch Tapeten und Plakate) sowie Gemälde. Manche der Gemälde waren thematisch ein Ersatz für die in Berlin verbrannten Objekte. Die fotografische Arbeit trat jetzt allerdings in den Hintergrund.
Die Porzellanfabrik Edelstein in Küps (Oberfranken) brachte um 1957 Vasen, Schalen, und Deckeldosen mit modernen Wendler-Dekoren in den Handel.
Im Hessischen Rundfunk fand am 28. Februar 1957 mit Wendler als „Gast des Tages“ in Bad Vilbel ein Rundfunk-Interview statt. Themen hierbei waren: Die Porzellanmalerei und Technik, Kunst im Wandel der Zeit, sowie die zukünftige Entwicklung der Porzellan-Industrie. In der Monats-Fachzeitschrift „Die Schaulade“ erschien der Artikel „Kurt Wendler, ein Schauladen-Porträt“ von Hans Dirr. Trotz aller Bemühungen gelang ihm der große künstlerische Durchbruch jedoch nicht mehr.
1960 gab es innerhalb der Stadt Frankfurt nochmals einen Wohnungswechsel (Siesmeyerstraße 23). Die Betriebsamkeit der früheren Jahre wich einer ruhigeren Schaffensperiode. Wendler hatte über alle Jahre hinweg den Kontakt zu seiner geschiedenen Frau Lucia, der Tochter Ingeborg und ihrem Stiefvater aufrechterhalten. Lucia Uebermuth, geborene Meyer starb 1960 in Wetzlar.
Die Sehkraft des 80-jährigen ließ ab 1973 mehr und mehr nach; malen und skizzieren konnte er nicht mehr. Die Tochter Ingeborg Fuhrmann richtete dem Vater eine eigene Wohnung in Bad Nauheim ein (Höhenweg 22). 1977 zog Wendler nach einer Beinlähmung zur Tochter.
Kurt Wendlers Grab befindet sich auf dem Städtischen Friedhof Bad Nauheim, links vom Haupteingang an der Friedhofsmauer.